# Eradicating Aunty
Eradicating Aunty è un cortometraggio muto del 1909 diretto da David W. Griffith.

## Trama
Tom Norton, che ha sposato Flora, nipote e pupilla di Miss Matilda Scroggins, ha invitato la zia nella loro residenza. Miss Scroggins si presenta accompagnata dal reverendo Joshua Whittington, ma la visita ben presto si rivela un disastro. I due ospiti hanno da obiettare su qualsiasi cosa e i poveri sposi non sanno come liberarsi della loro presenza finché Bill Corker, un vecchio compagno di scuola di Tom, non giunge ad aiutarli.

## Produzione
Prodotto dalla Biograph Company, il film fu girato a Fort Lee, nel New Jersey.

## Distribuzione
Distribuito dalla Biograph Company, il film - un cortometraggio di 166 metri - uscì nelle sale statunitensiil 31 maggio 1909. Nelle proiezioni, veniva programmato con il sistema dello split reel, accorpato in un'unica bobina con un altro cortometraggio prodotto dalla Biograph e diretto da D.W. Griffith, il drammatico His Duty.